# Єгорівка (Волноваський район)
Єго́рівка — село Вугледарської міської громади Волноваського району Донецької області України.

## Загальні відомості
Відстань до райцентру становить близько 26 км і проходить автошляхом місцевого значення. Землі села межують із територією Мар'їнського району Донецької області.

## Населення
За даними перепису 2001 року населення села становило 961 особу, з них 96,98 % зазначили рідною мову українську та 3,02 % — російську.

## Уродженці
- Білоколос Дмитро Захарович (1912-1993) — 5-й Міністр закордонних справ УРСР